# Platysenta plagiata
Platysenta plagiata är en fjärilsart som beskrevs av Walker 1856. Platysenta plagiata ingår i släktet Platysenta och familjen nattflyn. Inga underarter finns listade i Catalogue of Life.